# Histoire de la cuisine française

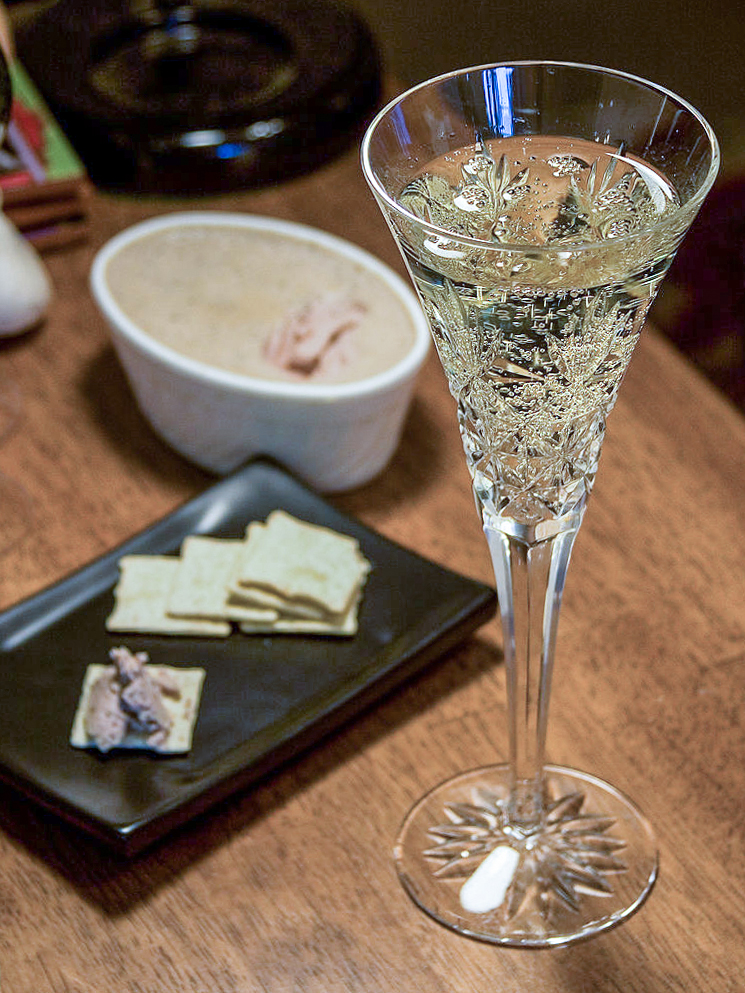
Foie gras et champagne.

 (novembre 2009).
Si vous disposez d'ouvrages ou d'articles de référence ou si vous connaissez des sites web de qualité traitant du thème abordé ici, merci de compléter l'article en donnant les références utiles à sa vérifiabilité et en les liant à la section « Notes et références ».
L'histoire de la cuisine française reflète l'évolution de la société française, et particulièrement celle de son élite. Elle connait sa période la plus faste au XIXe siècle et influence mondialement la gastronomie.

## Origine
La cuisine française, comme celle d’autres pays européens, prend principalement ses sources dans la culture alimentaire romaine. Affirmation qui demande cependant une certaine prudence. D'une part, l'archéologie récente, en particulier les nouvelles fouilles du site de Bibracte depuis 1984, montrent que nous savions peu de chose de l'alimentation en Gaule ; d'autre part, celle-ci n'est pas aussi apparentée à la cuisine romaine, de par les ingrédients, les modes de préparation et de ce que l'on peut reconstituer des recettes.
Compte tenu qu'une partie significative de la culture gauloise semble être présente dans la civilisation gallo-romaine (techniques de production, noms des outils, pratiques rituelles, toponymie), on peut penser que certaines pratiques culinaires sont plus ou moins issues d'une tradition plus ancienne que l'invasion romaine, et ce en particulier dans la cuisine dite « de ménage ».
La cuisine romaine a sans doute prédominé dans les couches les plus romanisées de la population, probablement plus pauvrement dans la population dans son ensemble. Ce sont surtout les classes dirigeantes qui ont adopté les modes de vie romains, la romanisation n'étant pas aussi poussée qu'elle puisse concerner le peuple dans son ensemble. La cuisine étant par excellence une pratique culturelle identitaire, il est douteux qu'une nouvelle culture puisse prendre la place de l'ancienne de façon quasi instantanée, et qu'elle fasse oublier la précédente jusqu'à la supplanter dans les évolutions ultérieures.
La cuisine romaine nous est parvenue grâce à une compilation de la fin du IVe siècle, connue sous le titre de De re coquinaria, d’Apicius (L’Art culinaire). Parmi cet héritage rappelons les pâtés, les brochettes, les quenelles, les boudins, les crépinettes, les feuilles de vigne farcies, la pâte de coing, la poule au blanc et la liaison à la fécule, les flans et les puddings, la pâte à choux et les beignets, les truffes et le foie gras, la moutarde, le coq en pâte, le jambon en croute, les sauces émulsionnées…

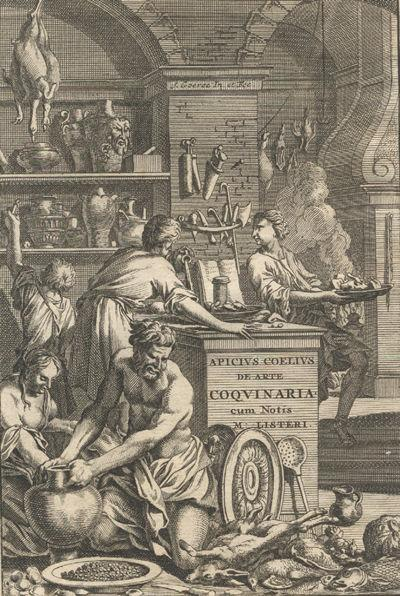
Frontispice d'une édition De re coquinaria, d’Apicius (1709).
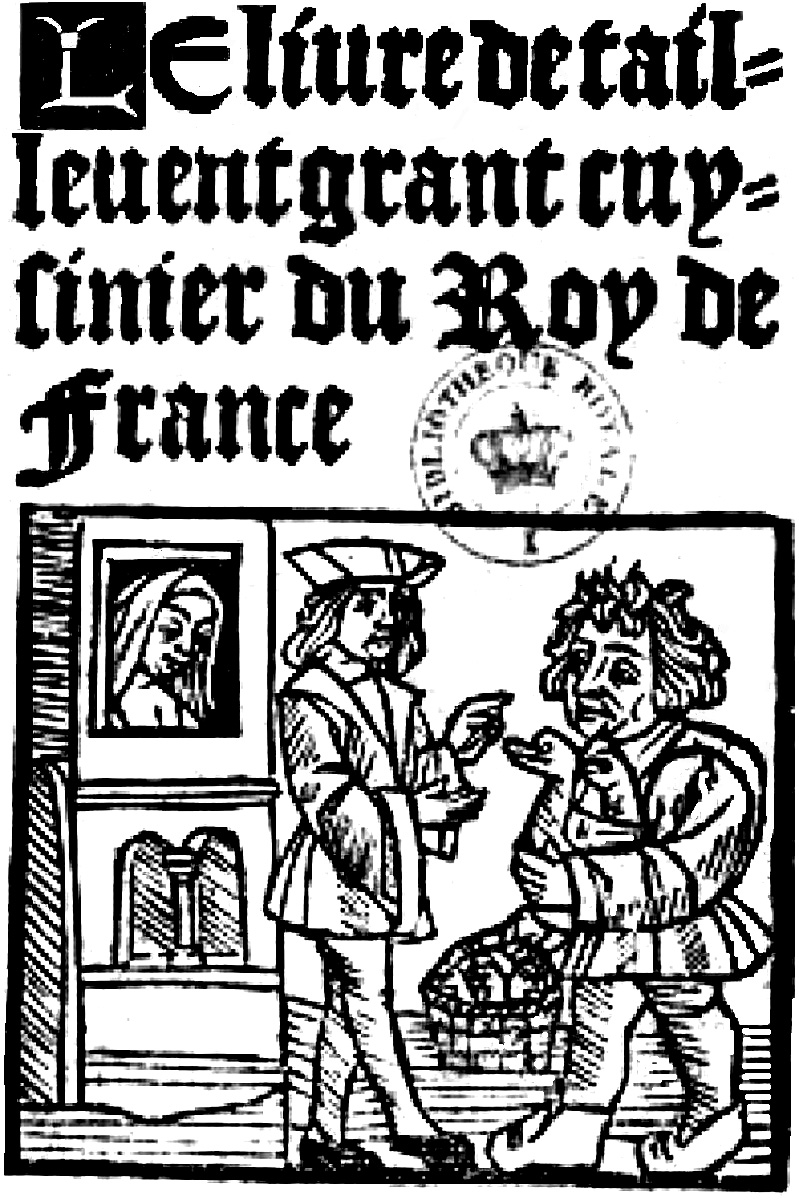
Le Viandier de Taillevent.

## L’ère médiévale
Plusieurs manuscrits des XIIIe et XIVe siècles permettent d'apprécier la cuisine médiévale. En ce qui concerne la France, les plus connus sont :
- Le Viandier de Taillevent, attribué à Guillaume Tirel, rédigé vers 1380,
- Le Ménagier de Paris, composé vers 1393 par un bourgeois parisien,
- Du fait de cuisine, composé en 1420 par maître Chiquart, cuisinier du duc Amédée VIII de Savoie[4].

Leurs recettes diffèrent peu de celles publiées en Angleterre, Italie, Danemark ou Espagne. On ne peut donc parler de spécificité française durant cette époque.
On mange plusieurs sortes de légumes (poireaux, choux, beaucoup de fèves), de la viande (veau, agneau, bœuf, gibiers — comme le faisan ou le lièvre — et de façon surprenante du héron, du cygne ou de l'ours). Les mets liquides (bouillons, potages, soupes et brouets) se mangent à la cuillère dans des écuelles. La viande à table est déposée sur une tranche de pain, le tranchoir, qui sert d’assiette et mangée avec les doigts, les principaux couverts de table n'existant pas encore.

## Le service à la française

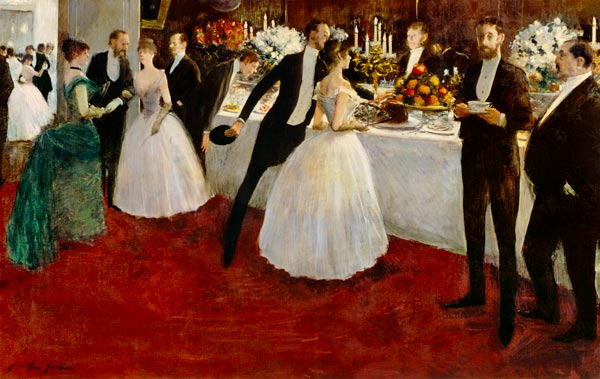
Le Buffet (toile de Jean-Louis Forain).

Au XVIe siècle, le repas peut comprendre entre trois et douze services. Les plats sont posés d’avance, retirés tous ensemble et remplacés par une autre série, chaque série constituant un service. À l'instar d'un buffet, les convives se servent de ce qui est disposé à portée de bras. Cette manière de servir, déjà courante au Moyen Âge, va être dénommée « à la française », par opposition au service de portions individuelles introduit au XIXe siècle et dénommé « à la russe ».
On mange avec couteau, cuillère et doigts. La fourchette, utilisée depuis le XIe siècle en Italie, n'apparait à la cour de France qu'à la fin du XVIe siècle, introduite — selon certains — par Catherine de Médicis. L'assiette, d'abord en métal, puis en céramique, n'apparait à la cour qu'en 1538.

## Le repas public
Depuis le Moyen Âge, manger en public constitue la marque du pouvoir. On dresse donc une table dans la salle la plus adéquate, en fonction du nombre de personnes attendues.
Au XVIIe siècle, le Grand Couvert est le repas public quotidien du roi Louis XIV, qui se déroule vers 22 heures, et auquel assistent sa famille et les courtisans. La majorité des courtisans et les curieux restent debout. Le Grand Couvert devient plus rare sous Louis XV, mais perdure quand même, lors de fêtes, jusqu'au XVIIIe siècle.

## Évolution des ingrédients et des mets

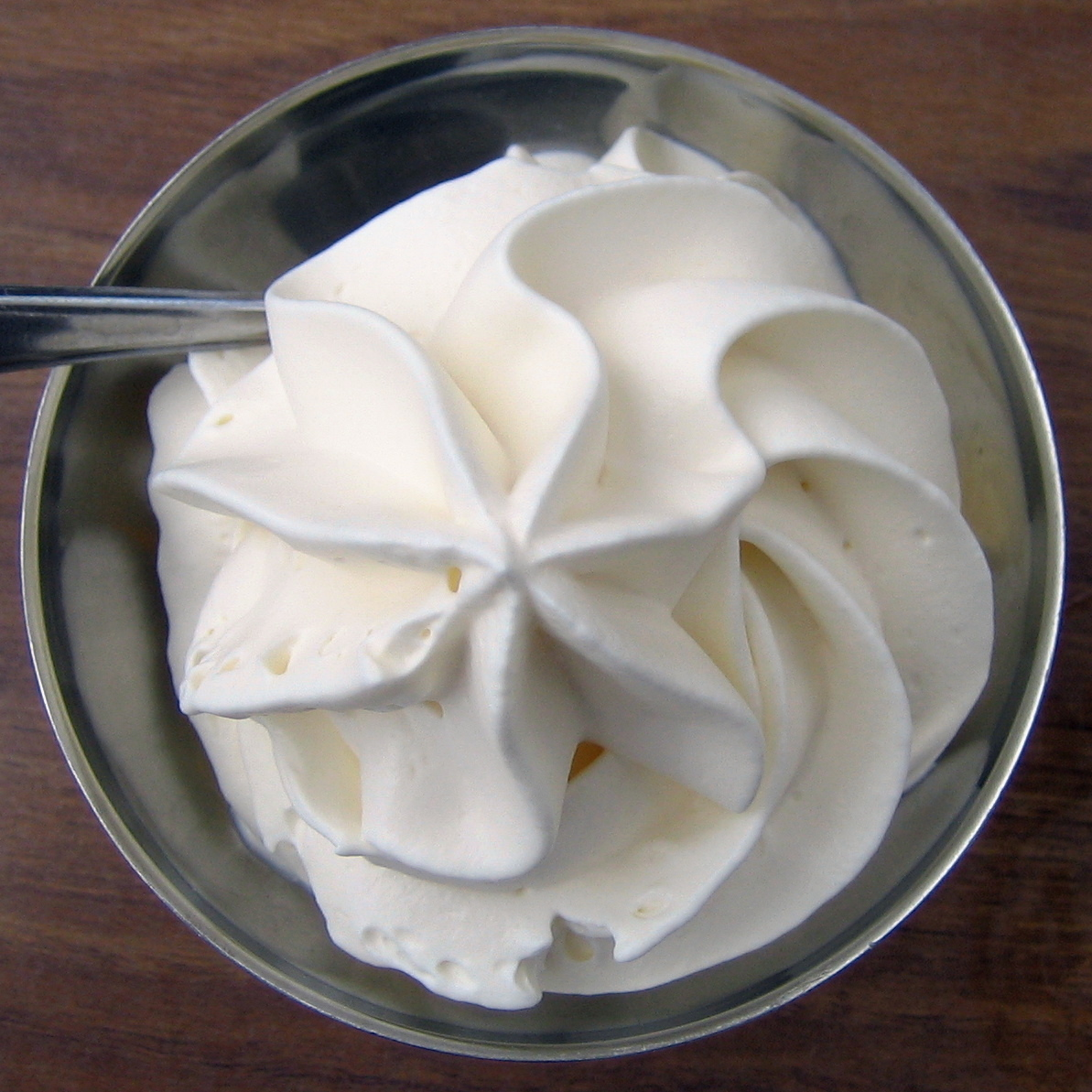
Crème chantilly.
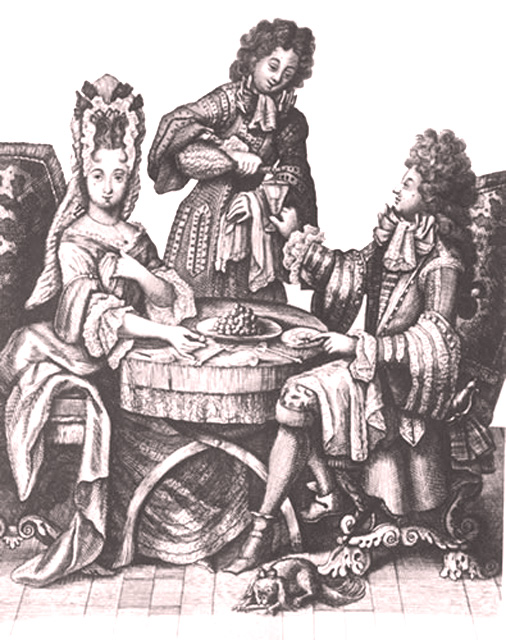
Dégustation de champagne au XVIIe siècle.
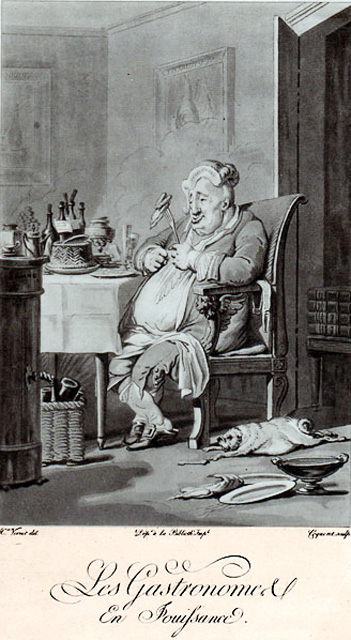
Gastronomes en jouissance.
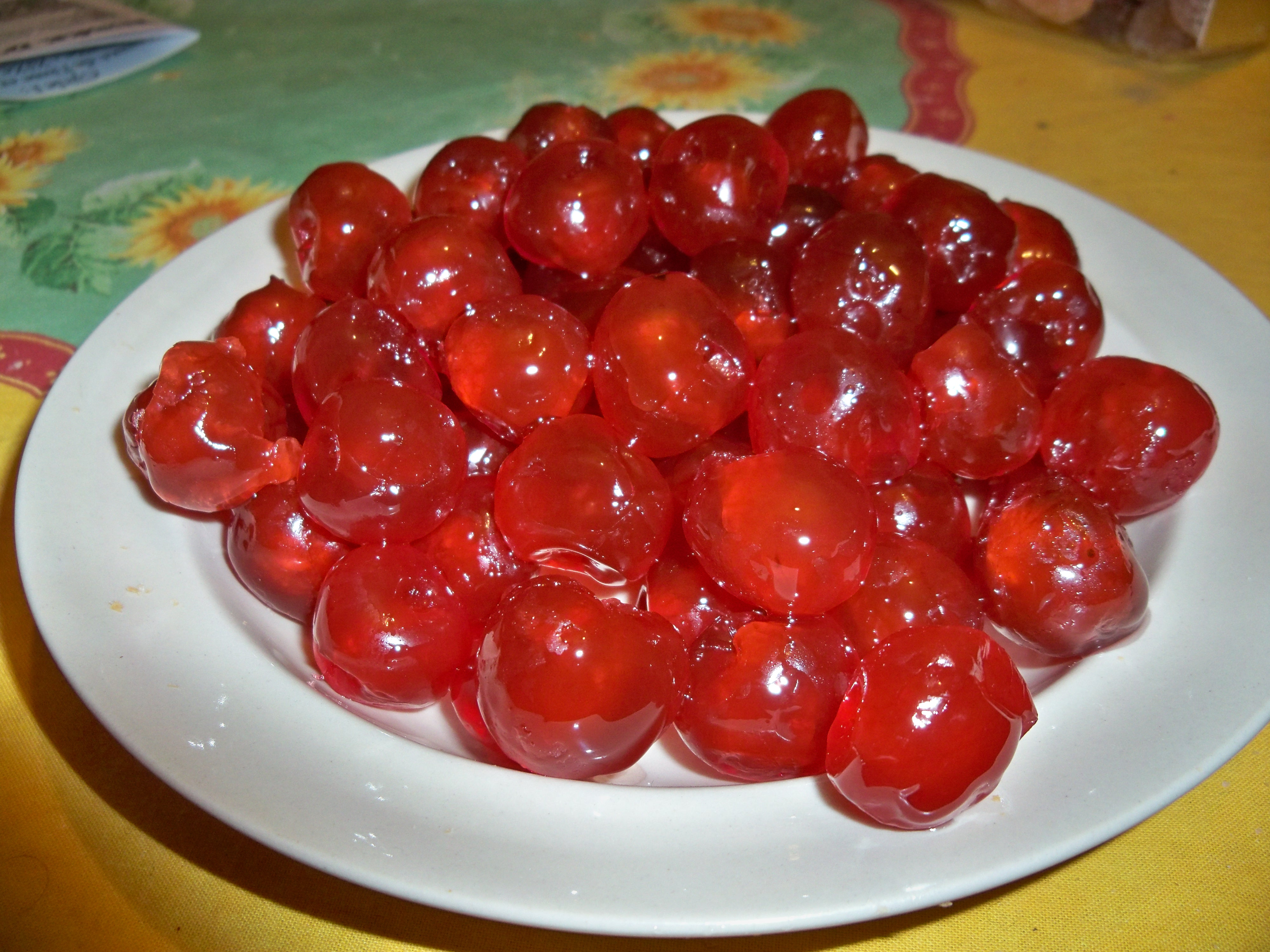
Cerises confites.

Avec les grandes découvertes, de nouveaux aliments sont apparus en Europe : dinde, chocolat, café, thé, pomme de terre, tomate, haricot, courge, courgette…
Les cuisiniers du XVIIe siècle mettent tous les légumes en valeur (même les racines, à l'inverse de ce qui s'était passé au Moyen Âge), sauf la pomme de terre. Celle-ci, que l'on mange en Angleterre, en Principauté de Liège, en Allemagne, etc., reste considérée en France comme aliment pour bétail jusqu'en 1772, où la Faculté de médecine de Paris, grâce aux travaux d'Antoine Parmentier, finit par admettre que ce tubercule est sans danger pour l'homme.
Au XVIIe, les fruits sont à la mode ; consommés frais ou sous forme de fruits confits, ils sont présentés à la fin de repas mais on en fait aussi des compotes, gelées, marmelades, confitures... 
La variété des mets, la rivalité des seigneurs quant à l'opulence de la table — tant illustrée par François Vatel, Nicolas Fouquet et Condé — ont pour conséquence la publication de nouveaux réceptaires, comme celui de François Pierre de La Varenne ou ceux de François Massialot et Menon. L'excès de consommation de viandes et de laitages, chez les aristocrates, fait qu'ils souffrent de la goutte.
Parmi les nouveautés qui surgissent au XVIIIe siècle, il faut noter le champagne, la crème chantilly et la mayonnaise.

## La fin de l’Ancien Régime

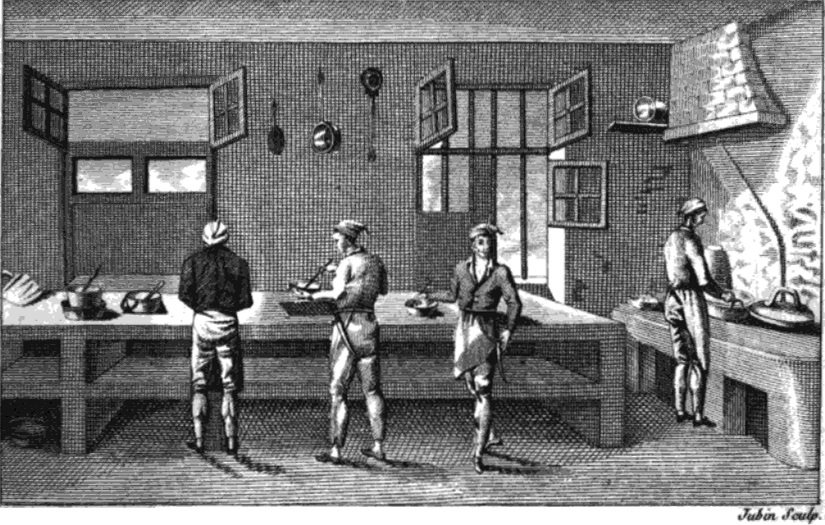
Frontispice de L’Art du cuisinier, de Beauvilliers.

La fin de l’Ancien Régime signe l’apparition du restaurant, qui signifiait « boisson réconfortante » depuis le XVIe siècle, et qui devient lieu de restauration.
À la Révolution, les chefs, laissés sans travail par l’émigration de leurs maîtres, ouvrent des restaurants où ils servent ces bouillons. Boulanger est le premier à se lancer, suivi par Antoine Beauvilliers.
Progressivement, les restaurants trouvent leur consécration et une nouvelle corporation prend naissance : celle des critiques gastronomiques.

## La grande cuisine française

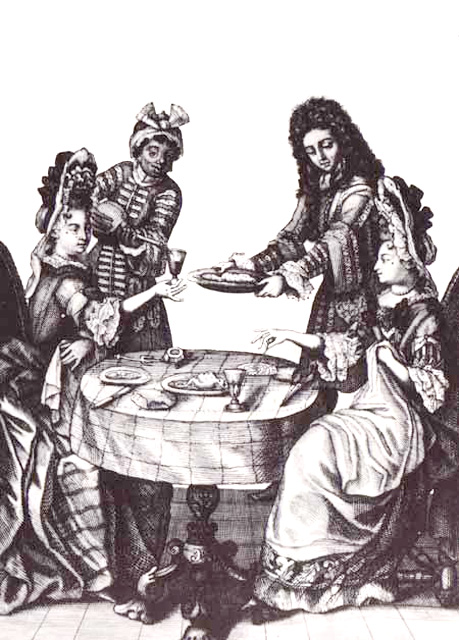
Service à la russe.

Une littérature gourmande va se développer, avec notamment la Physiologie du goût, du gastronome Brillat-Savarin et l'œuvre d'Alexandre Balthazar Laurent Grimod de La Reynière. Alexandre Dumas, qui met volontiers la main à la pâte, va rédiger son Dictionnaire de cuisine, Charles Monselet va créer le premier journal gastronomique.
La bourgeoisie du XIXe siècle éprouve le besoin de mettre à l’affiche les repas par le menu, ornementé par des peintres, graveurs ou dessinateurs renommés. Apparaît également le service « à la russe » : les plats en petit nombre sont présentés au fur et à mesure à la sortie de la cuisine.
La cuisine française de cette époque propose des mets raffinés et nombreux, servis à la française ou à la russe, selon le nombre de convives. Les « repas de société », inaugurés par Louis XVI et Marie-Antoinette, auxquels sont conviées des personnes importantes par leur condition ou par leur mérite, sont fréquents.
La tradition culinaire française se renouvelle et atteint son apogée dans la cuisine d'Antonin Carême, le roi des cuisiniers, et sa pâtisserie de pièces montées extraordinaires et dans celle de Jules Gouffé, « l'apôtre de la cuisine décorative », qui édite des réceptaires utiles aussi à la cuisine familiale bourgeoise.
Adolphe Dugléré compose le menu du Dîner des Trois Empereurs, pour le tsar Alexandre II de Russie, le tsarévitch Alexandre, le roi de Prusse Guillaume Ier d'Allemagne et Otto von Bismarck.

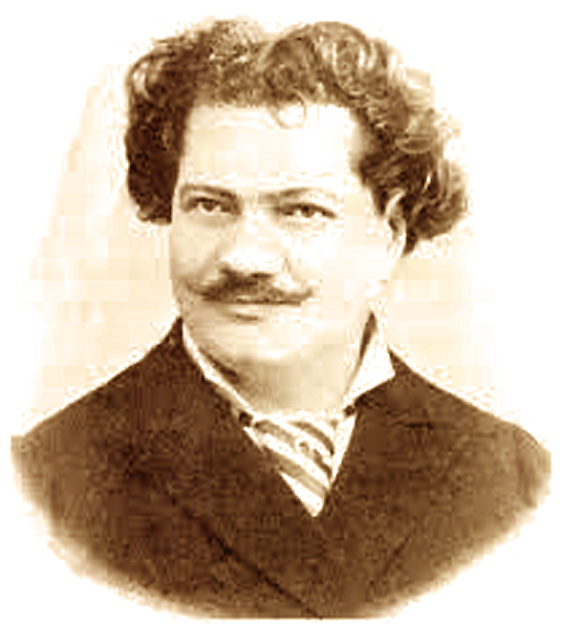
Joseph Favre.

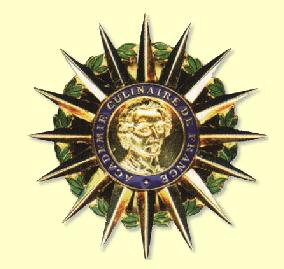
Médaille de l'Académie Culinaire de France. En son centre le portrait d'Antonin Carême.

Mais le théoricien de cette cuisine est un Suisse, Joseph Favre, fondateur de l'Académie culinaire de France. Persuadé qu'une « nourriture saine est meilleure qu’une ordonnance médicale », il va réussir à imposer ses concepts sur les régimes ou les propriétés curatives des plantes. En février 1883, en pleine séance extraordinaire de la Société Française d’Hygiène, il reçut son buste accompagné de cet hommage : « Désirant témoigner publiquement la reconnaissance du talent et du profond génie déployé pour émanciper la cuisine française. Ce souvenir restera l’éclatant témoignage de l’estime et de l’intérêt portés par ses confrères à cette grande réforme dont il fut le père. »

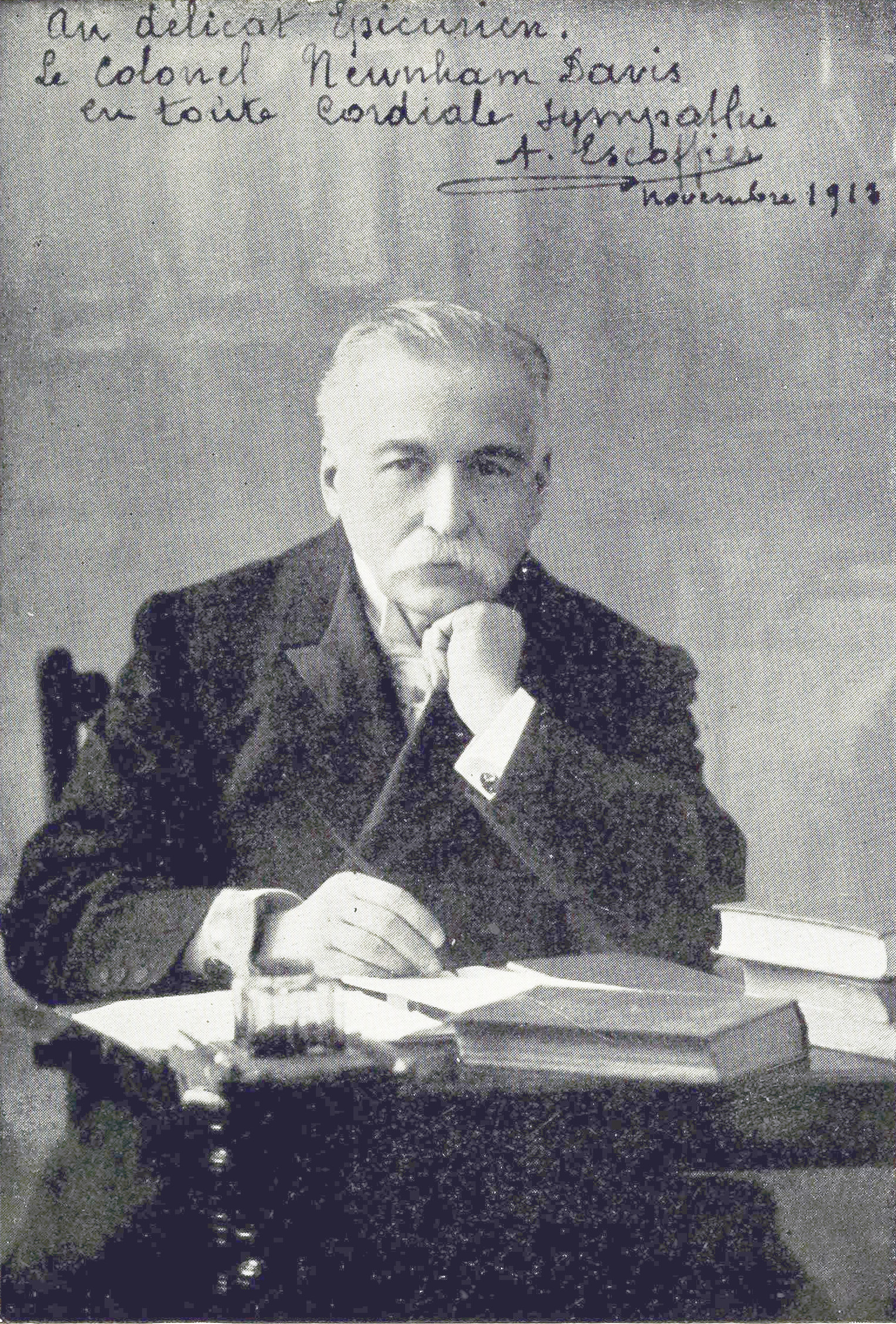
Auguste Escoffier, en 1914.

Le rayonnement culturel français, sur le plan des idées, de la langue, de la danse et de la gastronomie a couvert l'Europe entière, et de nombreux chefs vont se former auprès des cuisiniers français. Ceux-ci n'hésitent pas à travailler à l'étranger.
« L’empereur des cuisiniers », ainsi baptisé par l’empereur Guillaume II d'Allemagne, Auguste Escoffier, collaborateur de César Ritz, va être le chef de cuisine du Grand-Hôtel de Monte-Carlo, du Grand National de Lucerne, du Savoy, du Carlton de Londres, et des hôtels Ritz à Paris et à New York. Il modernise et codifie la grande cuisine raffinée, créée par Antonin Carême, et développe le concept de brigade en rationalisant la répartition des tâches : « Le cuisinier doit être propre, méticuleux, ne buvant pas, ne fumant pas, ne criant pas. » Il est le créateur entre autres de la pêche Melba, de la poire belle Hélène et de la crêpe Suzette.
Urbain Dubois fait quasiment toute sa carrière à l'étranger ; il laisse une œuvre écrite considérable. Georges Vicaire établit une bibliographie majeure des livres de cuisine. Charles Durand se fait l'apôtre de la cuisine provençale.

## XXesiècle
En 1938, Prosper Montagné rédige le premier Larousse gastronomique, l'encyclopédie de base de la gastronomie française.
Le vocabulaire culinaire est répertorié et codifié avec, notamment, la parution en 1914 par Thomas Gringoire et Louis Saulnier du Répertoire de la cuisine, véritable Bible du cuisinier qui répertorie plus de 7 000 recettes.
Le « prince des gastronomes », Curnonsky, et Marcel Rouff fondent l'Académie des gastronomes et mettent en valeur la cuisine régionale française, qui est popularisée par les premiers livres de cuisine traitant de ce sujet. Les restaurants de Fernand Point (qui va inspirer Troisgros, Alain Chapel et Bocuse), Alexandre Dumaine et André Pic deviennent célèbres.
Dans les années 1970 se développe la nouvelle cuisine qui secoue les dogmes de la haute cuisine.
Raymond Oliver fait entrer la gastronomie à la télévision. Michel Guérard prône la « cuisine minceur » et Joël Robuchon est le chef le plus étoilé du monde.
La gastronomie française est célébrée dans le monde entier, à table comme dans les arts, notamment grâce au cinéma, qui produit Le Festin de Babette.
Ce n'est pourtant pas la France, mais le Mexique, qui est le premier pays à proposer à l'UNESCO la reconnaissance de sa gastronomie au patrimoine culturel immatériel de l'humanité ; les deux y sont inscrits en même temps en 2010.

## La gastronomie moléculaire

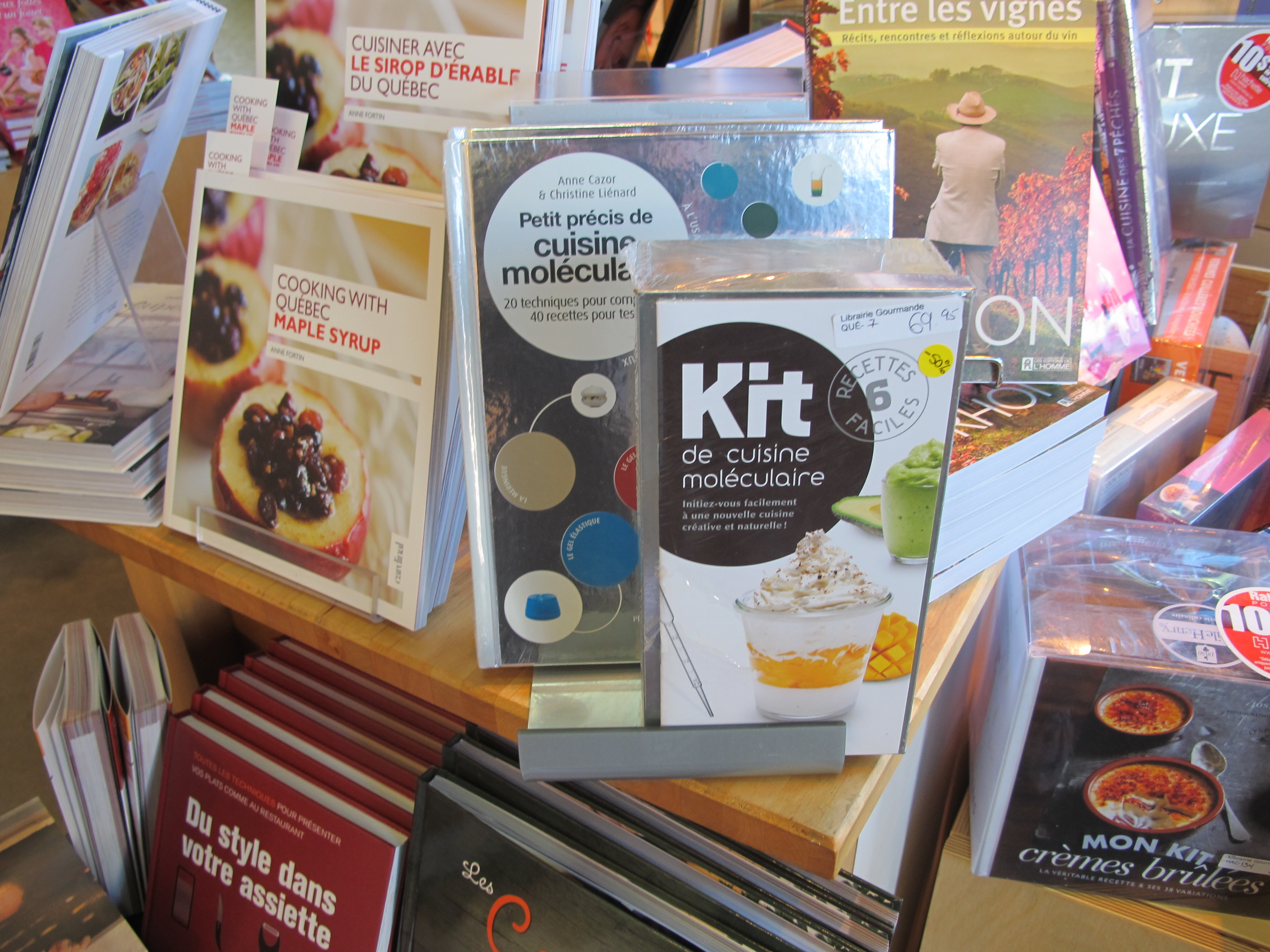
Cuisine moléculaire, livre de recette et kit.

La gastronomie moléculaire apparaît, en 1988, comme discipline scientifique grâce à Nicholas Kurti et Hervé This. Une cuisine moléculaire s’inspirera de ses travaux. Déjà Lavoisier avait exploré les transformations culinaires. La gastronomie moléculaire étudie scientifiquement les phénomènes culinaires et non plus l’étude des aliments. Hervé This, à la mort de Nicholas Kurti, définira trois objectifs :
- Explorer la composante technique de la cuisine.
- Explorer la composante artistique de la cuisine.
- Explorer la composante relationnelle de la cuisine.

De nombreux chefs s’inspirent de la gastronomie moléculaire : Pierre Gagnaire, Ferran Adria, Heston Blumenthal et Thierry Marx. Si Michel Roth est la perpétuation de l’art de Georges-Auguste Escoffier, et donc de la tradition française, un philosophe de l’art nouveau, Thierry Marx s’apparente à la cuisine des « initiés » de l’alchimie moléculaire. Le concept de bœuf carottes ou de tarte au citron déstructurés évoque la déconstruction derriderienne ou heideggerienne qui, du néant, remonte à un nouveau savoir sur l'Être. C'est aussi le moyen de jouer avec les sensations et le « confort » de l'absorption d'un aliment, ou de chercher la température idéale de cuisson ou de refroidissement (cuisine à l'azote), mais aussi de dégustation.